# Zoran Đurašković
Zoran Đurašković (7 luglio 1975) è un ex calciatore serbo, di ruolo attaccante.

## Palmarès

### Club

#### Competizioni nazionali
- Coppa di Serbia: 1

Železnik: 2004-2005

### Individuale
- Capocannoniere del campionato jugoslavo: 1

2001-2002 (27 gol)